# HK Arystan Témirtaou
Le HK Arystan Temirtau est un club de hockey sur glace de Temirtau au Kazakhstan.

## Historique
Le club est fondé en 1960. En 1992, le Boulat Temirtaou débute dans le premier championnat du Kazakhstan de l'histoire. En 1999, il remporte son premier titre de champion national. Le champion sortant, le Kazzinc-Torpedo Oust-Kamenogorsk, ne participait pas à la compétition. La même année, le CSKA Temirtaou devient le club de Temirtaou à la place du Boulat. En 2001, il prend le nom de CSKA Temirtaou en référence au club russe du HK CSKA Moscou dont il porte les maillots. Il évolue dans le championnat du Kazakhstan. Courant 2005, il se retire de la compétition en cours de saison.
En 2010, il réintègre le championnat kazakh sous le nom de HK Arystan Temirtaou.

## Palmarès
- Vainqueur du Championnat du Kazakhstan: 1999.
- Vainqueur de la Coupe du Kazakhstan : 2011.

## Saisons du Boulat
| Saison  | PJ | V | VP | N | DP | D | BP | BC | Pts | Classement | Séries éliminatoires        |
| ------- | -- | - | -- | - | -- | - | -- | -- | --- | ---------- | --------------------------- |
| 1998-99 | 3  | 3 | -  | 0 | -  | 0 | 50 | 9  | 6   | 1e/4 place | Pas de séries éliminatoires |
| 1997-98 | 3  | 2 | -  | 0 | -  | 1 | 17 | 10 | 4   | 2e/4 place | Pas de séries éliminatoires |
| 1996-97 | 6  | 2 | -  | 0 | -  | 6 | 39 | 30 | 4   | 4e/5 place | Pas de séries éliminatoires |
| 1995-96 | 6  | 0 | -  | 0 | -  | 6 | 25 | 57 | 0   | 4e/4 place | Pas de séries éliminatoires |
| 1994-95 | 12 | 7 | -  | 1 | -  | 4 | 48 | 41 | 15  | 2e/4 place | Pas de séries éliminatoires |
| 1993-94 | 12 | 3 | -  | 4 | -  | 5 | 45 | 59 | 10  | 3e/5 place | Pas de séries éliminatoires |
| 1992-93 | 9  | 2 | -  | 2 | -  | 5 | 38 | 54 | 6   | 3e/4 place | Pas de séries éliminatoires |

## Saisons du CSKA
| Saison    | PJ | V  | VP | N | DP | D  | BP  | BC  | Pts | Classement | Séries éliminatoires        |
| --------- | -- | -- | -- | - | -- | -- | --- | --- | --- | ---------- | --------------------------- |
| 2004-2005 | 28 | 0  | -  | 0 | -  | 0  | 22  | 219 | 0   | 8e/8 place | Se retire à la mi-saison    |
| 2003-2004 | 24 | 6  | -  | 0 | -  | 18 | 66  | 198 | 12  | 6e/7 place | Pas de séries éliminatoires |
| 2002-2003 | 24 | 4  | -  | 0 | -  | 20 | 62  | 165 | 8   | 6e/7 place | Pas de séries éliminatoires |
| 2001-2002 | 24 | 9  | -  | 0 | -  | 15 | 94  | 130 | 18  | 5e/7 place | Pas de séries éliminatoires |
| 2000-2001 | 24 | 16 | -  | 2 | -  | 6  | 148 | 123 | 34  | 3e/7 place | Pas de séries éliminatoires |
| 1999-2000 | 17 | 16 | -  | 0 | -  | 1  | 191 | 71  | 32  | 1e/8 place | 3e/4 de la poule finale     |